# Turbonilla portoricana
Turbonilla portoricana är en snäckart som beskrevs av Dall och Simpson 1901. Turbonilla portoricana ingår i släktet Turbonilla och familjen Pyramidellidae. Inga underarter finns listade i Catalogue of Life.